# 中国人民解放军61889部队
中国人民解放军61889部队，又名中央警卫团，驻北京市，隶属中央军委联合参谋部，由中共中央办公厅警卫局指挥，负责保护中华人民共和国党和国家主要领导人。

## 沿革
1928年5月，朱德、毛泽东在井冈山会师，组建中国工农红军第四军。第四军成立军直特务连。1930年8月，中國工農紅軍第一方面軍（又称中央红军）成立，原特务连改称总前委特务连。同年10月，总前委特务连扩编为特务队。同年12月，特务队改称为特务大队。1931年11月，中华苏维埃共和国临时中央政府成立，特务大队负责警卫任务。同年12月，特务大队改称国家政治保卫大队，隶属国家政治保卫处（后改成政治保卫局）。1934年7月，国家政治保卫大队扩编为政治保卫团。同年10月，中央红军开始长征，政治保卫团大部随中共中央和中央首长行动，负责警卫任务。1935年1月，中央红军长征抵达贵州省遵义县，政治保卫团缩编为政治保卫大队，执行了遵义会议的警卫任务。同年12月中旬，中央红军长征抵达陕北后，政治保卫大队改称总前委特务营。1936年5月，特务营改编为独立特务团一营。1937年4月，改编为中共中央军委警卫营，隶属中央军委总参谋部，负责保卫中共中央、中央军委、主席。
抗日战争爆发后，必须加强延安驻地、路线护送、会议和防空的警戒。1937年11月，从黄河边河防前线调回警卫营第三连，担负蓝家坪书记处、中宣部、军委直属政治部的警卫任务。为了加强防空警戒，1937年12月，由延安保卫营调来80名防空队员与警卫营机枪排合编为防空队，装备苏式马克沁重机枪六挺，负责对空瞭望，发出防空警报，开展对空射击。防空队与轰炸日机作战十余次。1938年2月7日，中央教导队成立，队长王金（吴烈继任），政治委员萧前；人员由八路军第三五九旅第七一八团、第三八五旅第七七〇团等部抽调130余人，全部为党员干部，编为三个区队，1938年4月担负警卫对象内卫任务。1938年9月20日，由于日军不断轰炸延安，警卫营第二连随毛泽东搬到了杨家岭，四连随军委搬到王家坪。警卫营其他部队警戒中组部、中央党校、总政治部、总供给部、二局、解放社、抗大、锄奸部犯人看押。1939年6月，中央教导队扩编为中央教导大队，辖4个中队、骑兵连、训练队。1941年3月，中央军委警卫营改编成中央军委警卫大队。1942年10月，中央军委警卫大队、中央教导大队合编为中央警备团（第十八集团军总司令部警备团），隶属中央军委总参谋部和中共中央社会部领导。1944年9月5日，中央警备团直属警卫队战士张思德因公牺牲。同年9月8日，中共中央直属机关举行“张思德同志追悼大会”，中共中央主席毛泽东亲临大会并作《为人民服务》演讲。
1947年2月，临时编成临时特务队警卫，中共中央社会部一部赴山西省临县。1947年3月，中央警备团分三路分别随卫中央前委、中央后委、中央工委，保卫中共中央领导和机关安全转移。1947年8月，由东北民主联军总部警卫团调来一个连，加入中央警备团建制。1948年5月间，中央警备团在河北省平山县东黄泥村整编，在原建制3个营的基础上，组建第4营;团直的骑兵连、机枪连、宣传队不动，从兄弟部队抽调部分人员编成炮兵连和机炮连；这样，部队增加了一个营，团直增加了两个连；临时特务队编入中央警备团建制。1948年12月24日中央警备团第三、第四营的7个连800多人在政委张廷桢和副团长魏传连带领下抵达良乡，开入北平，改称“北平市公安总队”l分队和2分队，原第10、11、12、13、14、15连和机枪连、警卫连改为第1、2、3、4、5、6中队和警卫队；团政委张廷祯任总队长兼政委，副团长魏传连任副总队长，负责警卫工作。1949年3月17日，一营二连进驻香山中央驻地开展警卫工作。3月23日中央警备团一营一连护送中共中央、中国人民解放军总部自西柏坡迁至北平。7月，以北平市公安总队之名执行任务的部队归建。9月，以中央警备团等部队为基础，扩编为中国人民公安中央纵队第二师，师长刘辉山，政委张廷桢。其中中国人民公安中央纵队第二师第四团是以中央警备团为主成立。
1949年11月28日，中央人民政府公安部部长罗瑞卿根据毛泽东主席11月19日的批示，下令把中国人民公安中央纵队第一师、第二师已进中南海执勤的两个警卫营，与原华北人民政府公安部警卫大队合编为中国人民公安中央纵队警卫团（又称中南海警卫团）。团长何有兴，政委温良升。警卫团的建制及军政工作直属中央纵队，警卫业务及训练教育计划等工作统一由中共中央办公厅警卫处汪东兴负责。1950年11月25日，中国人民公安中央纵队警卫团改编为中国人民解放军公安警卫师第一团，隶属公安部队建制。
1953年5月，中央军委命令从中央警卫师（公安警卫师）中抽组一个团，担负中共中央主席、中共中央书记处负责同志的警卫任务。1953年6月，以公安警卫师第一团为基础，成立中央人民政府人民革命军事委员会警卫团（简称“中央警卫团”），同时部队番号为“总字001”。部队建制归中央军委总参谋部领导，警卫任务归公安部九局领导。1953年6月9日中央警卫团在中南海正式成立。首任团长张耀祠，政委杨德中。1955年6月，中央警卫团归公安军（1955年7月18日至1957年9月1日存在）建制，业务仍由公安部九局领导。1955年8月，中央警卫团改编为中国人民解放军中央公安警卫团，定为副师级。1959年1月，中央公安警卫团改称中央警卫团，部队番号“3747”，划归北京卫戍区建制领导，定为正师级。1961年3月，中央警卫团调归中国人民解放军总参谋部建制。中央警卫团初建时只有一千多人，主要任务是保卫毛泽东、刘少奇、朱德、周恩来、陈云。約1964年，首次使用8341部队番號，该番号由中国人民解放军总参谋部下达。
文化大革命期间七二〇事件中，毛泽东被困武汉东湖宾馆，所在地遭到军队人员冲击。1967年7月20日下午，周恩来乘坐一专机抵达山坡机场，同行的另一架专机是大型客机，运载了8341部队一个连的兵力。在其护送下，毛泽东乘飞机匆忙离开武汉。1969年10月，中央警卫团调归中共中央办公厅警卫处（简称中央警卫处，由公安部九局和中央警卫团合并组成），汪东兴具体负责领导、指挥。中央警卫团初建时，警卫单位或目标主要有玉泉山、新六所、中南海等地，后扩大到北戴河、天安门、人民大会堂、钓鱼台等，文革期间又增加了昌平农场、北京植物园、花园村、东官房等地。文革“三支两军”中，先后到北京大学、清华大学、新华社、北京针织总厂、八一电影制片厂等单位支“左”。1975年，部队番号一度改为57001部队，不久后又改回8341部队。1976年毛泽东逝世后，又改为57003部队。1976年在怀仁堂政变中执行抓扣“四人帮”任务。1976年粉碎“四人帮”后，经中共中央、中央军委批准，1977年8月中央警卫团扩编为中央警卫师，为副军级。1982年5月，中央警卫师缩编为中央警卫团。1993年，部队定为正军级。2000年10月，改为61889部队。
2016年，在深化国防和军队改革中，其原上级单位中国人民解放军总参谋部撤销，该部队转隶新成立的中央军委联合参谋部。

## 历任领导
| 团长 - 张耀祠 少将（1953年—1977年） - 张随枝（1977年—1982年，中央警卫师师长） - 孙 勇 中将（1926—2022） - 由喜贵 上将（1994年8月—2007年10月） …… - 王少军 副团长 | 政治委员 - 杨德中上将（1953年6月—1974年2月） - 武健华（1974年—1977年） - 武健华（1977年—1979年4月，中央警卫师政委） …… - 翟入常 少将（2010年—2014年） - 邹石龙 少将（2014年—） 副政治委员 …… - 常增明 大校（？—） |

## 传说
“8341”这組数字引起民间广泛猜測。有传说认为是毛泽东於1948年前往北京途中，与山西五台山塔院寺僧人会面时，僧人告之的4个数字，毛不知其意，便将其作为警卫部队的编号。意思是毛澤東享壽83歲，領導中國共產黨41年（由1935年遵义会议領導中国共产党至1976年）。亦有其他說法。也有传说认为是因毛泽东参加新軍时所使用的第一支步枪的编号是“8341”。然而，中央警卫团首任团长张耀祠在其回忆录中表示，这組番號為中国人民解放军总参谋部所定的部队序列编号，上述传闻毫无依据。